# In Coena Domini
In Coena Domini és una butlla atribuïda al papa Bonifaci VIII que se solia llegir a les esglésies el Dijous Sant que predicava en contra d'heretges, pirates i falsificadors de lletres apostòliques.
Aquesta declaració va ser molt mal rebuda per les monarquies i altres autoritats civils, especialment durant l'època del despotisme il·lustrat, ja que entenia que vulnerava l'autoritat del rei i va ser prohibida durant diferents èpoques. Va ser finalment suspesa per Climent XIV el 1770, malgrat que no se'n derogà la vigència.